# Phyllurus platurus
Phyllurus platurus är en ödleart som beskrevs av  Shaw 1790. Phyllurus platurus ingår i släktet Phyllurus och familjen geckoödlor. Inga underarter finns listade i Catalogue of Life.